# Luciano D’Alessandro
Luciano D'Alessandro  (El Tigre, Venezuela, 1977. január 24. –) venezuelai színész, modell.

## Élete
Luciano D'Alessandro 1977. január 24-én született El Tigrében. Karrierjét 2000-ben kezdte. 2002-ben Román Fonseca szerepét játszotta az Édes dundi Valentina című telenovellában. 2005-ben az Amor a Palosban játszott. 2011-ben Christian Humboldt szerepét játszotta a La viuda jovenben. 2012-ben főszerepet kapott a Mi ex me tiene ganas című sorozatban.

## Filmográfia
- Rongybaba (Muñeca de trapo) (Venevisión, 2000)- Daniel
- A calzón quitao (RCTV, 2001)- Abel Ferrer
- Édes dundi Valentina (Mi Gorda Bella) (RCTV, 2002)- Román Fonseca
- Estrambótica Anastasia (RCTV, 2004)- Santiago Borosfky
- A nők visszavágnak (Amor a palos) (RCTV, 2005)- Juan Marco Coronel
- Te tengo en salsa (RCTV, 2006)- Carlos Raúl Perroni Montiel
- Torrente (Venevisión, 2007)- Reinaldo Gabaldón Leal
- Secretos de familia (Caracol, 2010)- Alejandro Valencia
- La viuda joven (Venevisión, 2011)- Christian Humboldt
- Mi ex me tiene ganas (Venevisión, 2012)- Alonso Prada
- De todas maneras Rosa (Venevisión, 2013)- Felisberto Macho-Vergara Estévez